# Fallout 4: Nuka-World
Fallout 4: Nuka-World (укр. Радіоактивні опади 4: Ядер-Світ) — доповнення для відеогри Fallout 4 2015 року, розроблене Bethesda Game Studios і видане Bethesda Softworks. Nuka-World вийшла 30 серпня 2016 року для PlayStation 4, Windows і Xbox One. Дія гри розгортається в однойменному вигаданому парку розваг Nuka-World. Як і у Fallout 4, у Nuka-World можна грати як від першої, так і від третьої особи. Гравець керує протагоністом під час його подорожі через Ядер-Світ, колишній парк розваг, яким тепер керують групи рейдерів. Основний ігровий процес Nuka-World складається з квестів та досліджень. За виконання квестів гравець отримує як вигадану валюту франшизи — кришечки від пляшок Nuka-Cola, так і бали досвіду.

## Ігролад
Nuka-World — це доповнення для відеогри Fallout 4. Можливість перемикатися між перспективами від першої та третьої особи доступна як в доповненні, так і в оригінальній грі. Ядер-Світ — це територія рейдерів, мандрівних банд бандитів, які тероризують Співдружність. Гравець отримує доступ до Ядер-Світу, коли досягає тридцятого рівня, і після прибуття на нього чекає «Рукавичка» — лабіринт, замінований мінами. В кінці «Рукавички» гравець повинен перемогти лідера рейдерів Колтера, щоб бути коронованим новим лідером рейдерів. Гравець може претендувати на частини парку, які рейдери ще не захопили, увійшовши туди і перемігши ворогів, що там мешкають. Вороги в Nuka-World складаються як з нових ворогів, так і з більш потужних версій існуючих.
Pip-Boy, невеликий комп'ютер, закріплений на зап'ясті персонажа, який містить карти, статистику, дані та предмети — відіграє певну роль як у Fallout 4, так і в Nuka-World. Коли гравець досягає тридцятого рівня і може досліджувати світ Nuka-World, Pip-Boy отримує радіосигнал, що сповіщає гравця. Nuka-World додає незначні доповнення до механіки крафтингу в грі, дозволяючи гравцеві змішувати різновиди Ядер-Коли для створення нових смаків; вони надають гравцеві додаткові статусні бафи, такі як тимчасове підвищення здоров'я, підвищена стійкість до ушкоджень або покращені атрибути «S.P.E.C.I.A.L.». «S.P.E.C.I.A.L.» — це абревіатура, що позначає атрибути персонажа, які гравець може розподіляти за допомогою отриманих очок статусу. Доступними атрибутами персонажа є: сила, сприйняття, витривалість, харизма, інтелект, спритність та удача. Для того, щоб створити ці предмети, гравцеві потрібно збирати сировину в ігровому світі та знаходити книги рецептів, щоб розблокувати нові смаки.

## Світ гри

### Сетинг і персонажі
Дія доповнення Nuka-World відбувається в однойменному тематичному парку розваг Nuka-Cola. Колись популярний туристичний об'єкт, яким керувала Nuka-Cola Corporation, з тих пір був захоплений трьома бандами рейдерів. На відміну від рейдерів з базової гри, рейдери з Nuka-World набагато дисциплінованіші та організованіші, причому кожна банда йде своїм шляхом.
У Ядер-Світі є три основні фракції рейдерів: «Оператори», «Зграя» та «Учні». Операторів очолює Меґґі «Меґс» Блек, а також її брат Вільям та їхня подруга Ліззі Вайат; їхня банда зацікавлена у здобутті якомога більшого багатства. Зграю очолює Мейсон, альфа банди; вони віддають перевагу менталітету виживання найсильнішого і тренують диких тварин для азартних ігор і спорту. Учні на чолі з Нішею та її лейтенантами Савоєм і Діксі — найбільш кровожерливі з трьох банд, які вважають за краще чинити якомога більше насильства. Невелика фракція під назвою «Хабологи» (заснована на саєнтології) є послідовниками релігії НЛО і живе за межами парку.
Сам парк Nuka-World поділений на шість менших частин, кожну з яких гравець може досліджувати: Nuka-Town, U.S.A., центральний центр парку, що складається з ресторанів, сувенірних крамниць та шоу-програм; Kiddie Kingdom — фентезі-зона з центральним замком, ярмарковими атракціонами та цукерковою тематикою, яку захопили здичавілі гулі; Dry Rock Gulch — зона в стилі дикого заходу з американськими гірками та анімаційними стрільцями, яка була заражена личинками паразитів, відомими як Кровочерв'яки; Сафарі-пригода — вольєр з екзотичними тваринами, які відтоді здичавіли; Галактична зона — секція на космічну тематику, населена роботами, що вийшли з ладу і повернулися до своїх військових специфікацій задовго до того; і завод з розливу Ядер-Коли — модель заводу Nuka-Cola, що пропонує екскурсії та зразки продукції Nuka-Cola, яка відтоді потрапила в навколишнє середовище і спричинила додаткові мутації в місцевій фауні. Територія навколо Nuka-World включає в себе Бредбертон, містечко, побудоване для проживання працівників парку, непрацюючу електростанцію Nuka-World, Грандчестер, особняк з привидами і туристичну атракцію, а також звалище металобрухту Nuka-World, де знаходиться карнавальний атракціон на тему НЛО, який, на переконання хабологів, є справжнім космічним кораблем.
Як і острів у Far Harbor, Nuka-World знаходиться за межами Співдружності. Гравець може потрапити до Ядер-Світу, проїхавшись монорельсовою дорогою, яка називається Ядер-Експрес.

## Сюжет
Єдиний Вцілілий досліджує довоєнний парк розваг «Ядер-Світ», коли радіореклама транслюється на всю Співдружність. Портер Ґейдж, рейдер-ветеран, зв'язується із Єдиним Вцілілим, після посадки на монорельсову дорогу і повідомляє, що він прямує у смертельну пастку. Прибувши на місце, Єдиний Вцілілий повинен пройти дедалі смертоноснішу смугу перешкод під назвою «Рукавичка», кульмінацією якої стає бій з Колтером, головним босом всіх рейдерських угруповань. Після смерті Колтера Ґейдж виявляє, що лідери трьох банд рейдерів змовилися узурпувати його владу, використовуючи трансляцію та «Рукавичку», щоб знайти можливу заміну. Єдиному Вцілілому пропонують стати головним босом, але він повинен збалансувати конкуруючі потреби кожної банди рейдерів, завойовуючи при цьому віддалені райони парку. Після того, як весь парк опиниться під контролем рейдерів, Єдиний Вцілілий починає розширювати вплив рейдерів у Співдружності, завойовуючи поселення, відновлюючи владу над Ядер-Світом, щоб зробити його самодостатнім, і перешкоджаючи спробам Стрільців — банди аморальних найманців — захопити контроль над Ядер-Світом для себе.
У міру того, як Єдиний Вцілілий поступово розширює свій вплив, магнітофонні записи та щоденникові записи показують, що, незважаючи на свою популярність, Ядер-Світ опинився під загрозою серйозних зловживань у тижні та місяці, що передували Великій війні. Поступово з'ясовується, що Джон-Калеб Бредбертон, творець Ядер-Коли та архітектор Ядер-Світу, перенаправляв ресурси на фінансування проєкту «Кобальт», проекту з розробки зброї для американських військових. Кульмінацією цього проекту стало створення Nuka-Cola Quantum, різновиду Nuka-Cola, виготовленої з використанням радіоактивних ізотопів. В обмін на його підтримку військові погодилися включити Бредбертона до проекту LEAP-X — спроби штучного продовження життя, але Брекстон, генерал, відповідальний за проєкт Кобальт, розцінив передбачення Бредбертона про неминучу війну як брак довіри до військових, і таким чином зрадив його. Коли Єдиний Вцілілий потрапляє до кабінету Бредбертона, він виявляє прихований ліфт, що веде до приватного сховища. Всередині знаходиться ще жива голова Бредбертона, підключена до апарата життєзабезпечення; це покарання Брекстона за сумніви у військових. Гравцеві надається вибір: відключити живлення та евтаназувати Бредбертона на його прохання або залишити його живим заради Сьєрри Петровіти, персонажа який вперше з'явився ще у Fallout 3, яка боготворить Бредбертона.

### Кінцівки
Зрештою, банда, яку Єдиний Вцілілий найбільше ігнорував, піде проти нього і захопить електростанцію Ядер-Світу. Маючи на своєму боці дві інші банди, Єдиний Вцілілий повинен буде ліквідувати банду-ізгоя. Від їхніх дій в кінцевому підсумку залежить, хто контролюватиме Ядер-Світ. В альтернативному сценарії їм також надається можливість покласти край впливу рейдерів, вбивши лідерів кожної з банд та їхніх помічників, тим самим повернувши контроль над Ядер-Світом торговцям, які спочатку використовували його як комерційний центр.

## Розробка та випуск
Nuka-World є шостим і останнім доповненням для відеогри Fallout 4 від Bethesda Game Studios, яке вийшло 30 серпня 2016 року, після релізів Automatron, Wasteland Workshop, Far Harbor, Contraptions Workshop та Vault-Tec Workshop. Nuka-World входить до складу сезонної перепустки. Розробка Nuka-World почалася лише після виходу Fallout 4 у листопаді 2015 року. Марк Тір з Bethesda сказав, що розширення було частково результатом відгуків людей, які хотіли більше контенту пов'язаного з рейдерами. Чутки про Nuka-World почали ходити в травні 2016 року після того, як користувач Reddit flashman7870 виявив фрагмент коду, який посилався на файл під назвою «DLCNukaWorld.esm». Багато фанатів припускали, що розширення буде включати парк розваг.
Дата виходу Nuka-World — 30 серпня 2016 року для PlayStation 4, Windows і Xbox One — була оголошена в блозі Bethesda Game Studios 15 серпня, разом з трейлером доповнення. Bethesda почала випускати ключі для бета-версії 16 серпня, передрелізний геймплей транслювався в прямому ефірі на Twitch 23 серпня, а офіційний трейлер вийшов двома днями пізніше. Розширення має більший розмір файлу, ніж Far Harbor, 3,66 ГБ проти 2,69 ГБ. Це призвело до того, що люди задавалися питанням, чи буде Nuka-World містити більше геймплею, хоча ціна передбачала, що він буде десь між Automatron і Far Harbor. Північноамериканський реліз Nuka-World на PlayStation 4 було відкладено через невідомі проблеми. На відміну від запуску Far Harbor на PS4, під час гри не було виявлено жодних серйозних проблем зі стабільністю або частотою кадрів, за винятком локації під назвою The Galactic Zone. У статті на сайті Push Square зазначалося, що причина проблем з частотою кадрів у The Galactic Zone була невідома і не була постійною.

## Сприйняття
Nuka-World отримала як позитивні, так і змішані відгуки, згідно з даними агрегатора рецензій відеоігор Metacritic. Релізи для Windows та Xbox One отримали «загалом схвальні» відгуки, тоді як реліз для PS4 отримав «змішані або середні» відгуки. Багатьом критикам, зокрема Крістоферу Лівінгстону з PC Gamer, та Давіде Амброзіані і Хуану Гарсіа з IGN сподобалися нові місця для дослідження. Рецензенти, зокрема Пол Тассі з Forbes та Ніколас Тан з Game Revolution, порівнювали Nuka-World з Far Harbor, причому багато хто вважав, що це доповнення мало менш розвинену сюжетну лінію, а отже, було менш сюжетно орієнтованим.
Рецензентам сподобалося досліджувати нову карту і світ, які додала Nuka-World. Крістофер Лівінгстон з PC Gamer вважає, що «нападати на поселення, особливо на своє власне, дуже весело, але потрібно багато годин роботи, перш ніж ви зможете стати справжнім рейдером». Боб Фекете з iDigitalTimes вважає, що дослідження мапи Nuka-World — одна з найкращих ігрових можливостей Fallout 4. Давіде Амбросіані з IGN сказав, що останнє доповнення до Fallout 4 додало кілька цікавих механік і ще більше розширило світ. Хуан Гарсія з IGN написав про те, що, на його думку, доповнення додало «чудову нову локацію», яка додала ще кілька годин геймплею, хоча він був більш обмеженим і повторюваним, ніж йому хотілося б. Ендрю Вебстер з The Verge насолоджувався вивченням карти та відкриттям кожної деталі світу Fallout. Він вважав її «чудовим твором світобудування».
Багато критиків порівнювали Nuka-World з попереднім доповненням для Fallout 4 під назвою Far Harbor. Ден Стейплтон з IGN сказав, що в порівнянні з Far Harbor, рольові елементи набагато менш розвинені, хоча він також сказав, що Nuka-World має гарний сетинг, наповнений несподіванками і битвами. Ніколас Тан з Game Revolution також вважає, що це одне з найкращих доповнень, хоча воно і не має такої глибокої сюжетної лінії, як Far Harbor. Пол Тассі з Forbes віддав перевагу Far Harbor через те, що це доповнення було легким на сюжет.
Рецензенти вважають, що доповнення буде варте інвестицій гравця, якщо йому сподобалася Fallout 4. Кірк МакКіанд з Eurogamer сказав, що в Nuka-World немає реального вибору, хоча він все одно може бути вартим вашого часу. Кет Бейлі з USgamer сподобалося доповнення, і вона вважає, що в ньому багато чого можна зробити, але не все це цікаво. Вона сказала, що доповнення «могло бути гіршим, але могло бути і набагато кращим», але якщо вам сподобалася Fallout 4, то "є вагома причина взяти в руки «Nuka-World». Нік Роуен з Destructoid зазначив, що фанати жанру, ймовірно, отримають задоволення від Nuka-World, але інші залишаться незадоволеними. Тассі вважав, що гра варта своїх 20 доларів. Ендрю Вебстер закінчив свій огляд, сказавши, що Nuka-World є лише для відданих гравців.